# Unix File System
UFS (ang. Unix File System), znany także jako FFS (ang. Fast File System) – system plików używany przede wszystkim na systemach Unix i uniksopodobnych. Pierwsza wersja systemu UFS pojawiła się w roku 1986 wraz z systemem 4.2BSD; od tamtego czasu UFS jest cały czas rozwijany.
UFS posiada obecnie kilka różnych implementacji (niekoniecznie kompatybilnych ze sobą), w tym:
- FreeBSD, UFS1 i UFS2 z rozszerzeniem softupdates, rozszerzonymi atrybutami, obsługą ACL-i i księgowaniem (obydwa przeportowane do NetBSD, UFS1 do OpenBSD),
- Solaris, UFS m.in. z księgowaniem,
- OS X,
- NeXTStep.